# Laver Cup 2022
Laver Cup 2022 là lần thứ 5 giải Laver Cup được tổ chức, một giải quần vợt nam giữa đội châu Âu và đội Thế giới. Giải đấu thi đấu trên mặt sân cứng trong nhà tại The O2 Arena ở Luân Đôn, Vương quốc Liên hiệp Anh và Bắc Ireland từ ngày 23 đến ngày 25 tháng 9.
Đây là giải đấu cuối cùng của nhà vô địch 20 danh hiệu đơn Grand Slam và cựu số 1 thế giới, Roger Federer. Anh và Rafael Nadal thua sau 3 set trước Jack Sock và Frances Tiafoe.
Đội Thế giới giành danh hiệu đầu tiên.

## Lựa chọn tay vợt
Vào ngày 3 tháng 2 năm 2022, Rafael Nadal và Roger Federer là hai tay vợt đầu tiên xác nhận tham dự đội châu Âu.
Vào ngày 17 tháng 6 năm 2022, Félix Auger-Aliassime, Taylor Fritz và Diego Schwartzman là những tay vợt đầu tiên xác nhận tham dự đội Thế giới. Vào ngày 29 tháng 6 năm 2022, Andy Murray thông báo anh sẽ có lần đầu tiên tham dự Laver Cup cho đội châu Âu.
Novak Djokovic được công bố là tay vợt thứ tư của đội châu Âu vào ngày 22 tháng 7 năm 2022, hoàn thành đội Big Four cho giải đấu.
Vào ngày 2 tháng 8 năm 2022, ban tổ chức thông báo Jack Sock sẽ tham dự đội Thế giới. Vào ngày 10 tháng 8 năm 2022, đội châu Âu công bố đội hình cuối cùng với Stefanos Tsitsipas và Casper Ruud cũng tham dự. Đội trưởng đội Thế giới John McEnroe chọn John Isner và Alex de Minaur vào đội hình cuối cùng vào ngày 25 tháng 8 năm 2022. Tuy nhiên, Isner rút lui do chấn thương. Anh được thay thế bởi Frances Tiafoe.
Federer chơi trận đấu thứ 1750 (cả đơn và đôi) và trận đấu cuối cùng tại ATP Tour ở nội dung đôi với Nadal vào Ngày 1, và sau đó sẽ được thay thế bởi Matteo Berrettini vào Ngày 2.
Nadal cũng rút lui sau Ngày 1; anh được thay thế bởi Cameron Norrie.

## Tiền thưởng
Tổng số tiền thưởng của Laver Cup 2022 là $2,250,000 cho tất cả 12 tay vợt tham dự.
Mỗi thành viên của đội thắng sẽ nhận $250,000, số tiền thưởng không tăng so với năm 2021.
Trong khi đó, mỗi thành viên của đội thua sẽ nhận $125,000.

## Tay vợt tham dự
| Đội châu Âu             | Đội châu Âu |
| ----------------------- | ----------- |
| Đội trưởng: Björn Borg  |             |
| Đội phó: Thomas Enqvist |             |
| Tay vợt                 | Xếp hạng    |
| Casper Ruud             | 2           |
| Rafael Nadal            | 3           |
| Stefanos Tsitsipas      | 6           |
| Novak Djokovic          | 7           |
| Roger Federer           | 9PR(NR)     |
| Andy Murray             | 43          |
| Matteo Berrettini       | 15          |
| Cameron Norrie          | 8           |

| Đội Thế giới             | Đội Thế giới |
| ------------------------ | ------------ |
| Đội trưởng: John McEnroe |              |
| Đội phó: Patrick McEnroe |              |
| Tay vợt                  | Xếp hạng     |
| Taylor Fritz             | 12           |
| Félix Auger-Aliassime    | 13           |
| Diego Schwartzman        | 17           |
| Frances Tiafoe           | 19           |
| Alex de Minaur           | 22           |
| John Isner               | 42           |
| Jack Sock                | 128          |
| Tommy Paul               | 29           |

|  | Rút lui trước khi giải đấu bắt đầu |
|  | Thay thế                           |
|  | Rút lui sau Ngày 1                 |
|  | Alternate (được thay thế)          |
|  | Alternate (không được thay thế)    |

- Bảng xếp hạng đơn vào ngày 19 tháng 9 năm 2022
- PR = Bảo toàn thứ hạng
- NR = Không được xếp hạng

## Trận đấu
Mỗi trận thắng trong ngày 1 được một điểm, trong ngày 2 được hai điểm, và trong ngày 3 được ba điểm. Đội đầu tiên giành được 13 điểm sẽ thắng. Vì 4 trận đấu được thi đấu mỗi ngày, có tổng cộng 24 điểm có được. Tuy nhiên, vì 12 trong tổng số điểm kiếm được vào ngày 3, cả hai đội không thể giành chiến thắng trước ngày cuối cùng.
| Ngày / Điểm | Ngày       | Thể loại trận đấu | Đội châu Âu                        | Đội Thế giới                      | Tỷ số                   | Điểm sau trận đấu |
| ----------- | ---------- | ----------------- | ---------------------------------- | --------------------------------- | ----------------------- | ----------------- |
| 1           | 23 tháng 9 | Đơn               | Casper Ruud                        | Jack Sock                         | 6–4, 5–7, [10–7]        | 1–0               |
| 1           | 23 tháng 9 | Đơn               | Stefanos Tsitsipas                 | Diego Schwartzman                 | 6–2, 6–1                | 2–0               |
| 1           | 23 tháng 9 | Đơn               | Andy Murray                        | Alex de Minaur                    | 7–5, 3–6, [7–10]        | 2–1               |
| 1           | 23 tháng 9 | Đôi               | Roger Federer / Rafael Nadal       | Jack Sock / Frances Tiafoe        | 6–4, 6–7(2–7), [9–11]   | 2–2               |
| 2           | 24 tháng 9 | Đơn               | Matteo Berrettini                  | Félix Auger-Aliassime             | 7–6(13–11), 4–6, [10–7] | 4–2               |
| 2           | 24 tháng 9 | Đơn               | Cameron Norrie                     | Taylor Fritz                      | 1–6, 6–4, [8–10]        | 4–4               |
| 2           | 24 tháng 9 | Đơn               | Novak Djokovic                     | Frances Tiafoe                    | 6–1, 6–3                | 6–4               |
| 2           | 24 tháng 9 | Đôi               | Matteo Berrettini / Novak Djokovic | Alex de Minaur / Jack Sock        | 7–5, 6–2                | 8–4               |
| 3           | 25 tháng 9 | Đôi               | Matteo Berrettini / Andy Murray    | Félix Auger-Aliassime / Jack Sock | 6–2, 3–6, [8–10]        | 8–7               |
| 3           | 25 tháng 9 | Đơn               | Novak Djokovic                     | Félix Auger-Aliassime             | 3–6, 6–7(3–7)           | 8–10              |
| 3           | 25 tháng 9 | Đơn               | Stefanos Tsitsipas                 | Frances Tiafoe                    | 6–1, 6–7(11–13), [8–10] | 8–13              |
| 3           | 25 tháng 9 | Đơn               | Casper Ruud                        | Taylor Fritz                      | Không thi đấu           | Không thi đấu     |

## Thống kê
| Tay vợt               | Đội      | QG                                      | Số trận | Thắng–Bại | Thắng–Bại | Thắng–Bại | Điểm | Điểm | Điểm    |
| Tay vợt               | Đội      | QG                                      | Số trận | Đơn       | Đôi       | Tổng số   | Đơn  | Đôi  | Tỏng số |
| --------------------- | -------- | --------------------------------------- | ------- | --------- | --------- | --------- | ---- | ---- | ------- |
| Félix Auger-Aliassime | Thế giới | Canada                                  | 3       | 1–1       | 1–0       | 2–1       | 3–2  | 3–0  | 6–2     |
| Matteo Berrettini     | Châu Âu  | Ý                                       | 3       | 1–0       | 1–1       | 2–1       | 2–0  | 2–3  | 4–3     |
| Alex de Minaur        | Thế giới | Úc                                      | 2       | 1–0       | 0–1       | 1–1       | 1–0  | 0–2  | 1–2     |
| Novak Djokovic        | Châu Âu  | Serbia                                  | 3       | 1–1       | 1–0       | 2–1       | 2–3  | 2–0  | 4–3     |
| Roger Federer         | Châu Âu  | Thụy Sĩ                                 | 1       | 0–0       | 0–1       | 0–1       | 0–0  | 0–1  | 0–1     |
| Taylor Fritz          | Thế giới | Hoa Kỳ                                  | 1       | 1–0       | 0–0       | 1–0       | 2–0  | 0–0  | 2–0     |
| Andy Murray           | Châu Âu  | Vương quốc Liên hiệp Anh và Bắc Ireland | 2       | 0–1       | 0–1       | 0–2       | 0–1  | 0–3  | 0–4     |
| Rafael Nadal          | Châu Âu  | Tây Ban Nha                             | 1       | 0–0       | 0–1       | 0–1       | 0–0  | 0–1  | 0–1     |
| Cameron Norrie        | Châu Âu  | Vương quốc Liên hiệp Anh và Bắc Ireland | 1       | 0–1       | 0–0       | 0–1       | 0–2  | 0–0  | 0–2     |
| Casper Ruud           | Châu Âu  | Na Uy                                   | 1       | 1–0       | 0–0       | 1–0       | 1–0  | 0–0  | 1–0     |
| Diego Schwartzman     | Thế giới | Argentina                               | 1       | 0–1       | 0–0       | 0–1       | 0–1  | 0–0  | 0–1     |
| Jack Sock             | Thế giới | Hoa Kỳ                                  | 4       | 0–1       | 2–1       | 2–2       | 0–1  | 4–2  | 4–3     |
| Frances Tiafoe        | Thế giới | Hoa Kỳ                                  | 3       | 1–1       | 1–0       | 2–1       | 3–2  | 1–0  | 4–2     |
| Stefanos Tsitsipas    | Châu Âu  | Hy Lạp                                  | 2       | 1–1       | 0–0       | 1–1       | 1–3  | 0–0  | 1–3     |